# 藤枝泉介
藤枝 泉介（ふじえだ せんすけ、1907年〈明治40年〉12月3日 - 1971年〈昭和46年〉6月6日）は、日本の政治家、内務官僚。
衆議院副議長（第48代）、自治大臣（第13・14代）、国家公安委員会委員長（第22・23代）、運輸大臣（第34代）、防衛庁長官（第14代）、総理府総務長官（第4・5代）、衆議院議員（8期）などを歴任した。

## 経歴
「船田三兄弟」の末弟。長兄は第51・56代衆議院議長の船田中、次兄はローマ法学者の船田享二。所属政党は民主自由党→自由党→日本民主党→自由民主党。自民党での所属派閥は岸信介派→川島正次郎派→椎名悦三郎派（十日会→交友クラブ）。
1907年12月3日、船田兵吾の三男として栃木県宇都宮市に生まれる。後に藤枝家の養子となる。浦和高等学校を経て1930年東京帝国大学法学部英法科を卒業。内務省に入省し、鹿児島県、愛媛県、埼玉県、群馬県で勤務する。群馬県副知事を経て、1949年（昭和24年）第24回衆議院議員総選挙に群馬1区（当時）から立候補し当選する。以後、当選8回。1954年に第2次鳩山一郎内閣で大蔵政務次官に任命され、1960年には第1次池田内閣で総理府総務長官に任命されて初入閣。第2次池田内閣でも留任し、1961年、第2次池田第1次改造内閣で防衛庁長官に転任。1966年、第1次佐藤第2次改造内閣で運輸大臣、続く第1次佐藤第3次改造内閣、第2次佐藤内閣では自治大臣兼国家公安委員会委員長、1969年、衆議院副議長などを歴任。憲法調査会委員、自民党副幹事長も務めた。
議員在職中の1971年6月6日、63歳で死去した。死没日付をもって正三位に叙され、勲一等旭日大綬章を追贈された。追悼演説は同年7月15日の衆議院本会議で、田邊誠により行われた。

## 年譜
- 1907年（明治40年）：船田兵吾の三男として栃木県宇都宮市に生まれる。藤枝秀吉の養子となる。
- 1930年（昭和5年）：高文試験に合格し、東京帝国大学法学部英法科を卒業。鹿児島県・神奈川県の県警警部、兵庫県警察部工場課等を経て[5]、内務省に入省。
- 1940年（昭和24年）：兵庫県経済統制課長（4級俸）兼知事官房主事[6]。
- 1943年（昭和18年）：内務省物価局事務官、第二部日用品第一課長[7]。
- 群馬県副知事を経て
- 1949年（昭和24年）第24回衆議院議員総選挙に群馬1区から立候補し当選。
- 1954年（昭和29年）：第1次鳩山一郎内閣で大蔵政務次官。
- 1960年（昭和35年）：第1次池田内閣の総理府総務長官。
- 1961年（昭和36年）：第2次池田内閣の防衛庁長官。
- 1966年（昭和41年）：第1次佐藤内閣の運輸大臣[3]。
- 1967年（昭和42年）：第2次佐藤内閣の自治大臣。
- 1969年（昭和44年）：衆議院副議長に選出。
- 1971年（昭和46年）：63歳で死去。

## 論文
- 『豪奢品等製造販売制限に関する講演』、1940年。

## 家族
- 妻 - 高島菊太郎長女 高島俊子
  - 長男 - 冷、1937年生